# Samba-exaltação
Samba-exaltação é um gênero de samba surgido em 1939.
O momento de inauguração deste estilo de samba menos rústico e mais sofisticado, exaltando as qualidades e a grandiosidade do país, foi a composição Aquarela do Brasil, do mineiro Ary Barroso. A primeira audição é a da diva Aracy Cortes, a quem Ary também deve a consagração de seu nome para o público e no meio artístico.
Um segundo momento de relevância para a consolidação do samba-exaltação foi a inclusão da canção Aquarela do Brasil no filme de Walt Disney, Alô Amigos, divulgando, pela primeira vez, ritmos nacionais em escala internacional. O sucesso fez os olhos do mundo voltarem-se para a música brasileira.
Caracterizado por composições "metarregionais", o ufanismo observado nas composições exalta, por assim dizer, a cultura e natureza do país como um todo e não um folclore específico, constituindo o primeiro momento de exportação da música popular, apresentando as cores, a aquarela do país e ao resto do mundo.